# Расбуріказа
Расбуриказа (торгові назви Elitek в США та Fasturtec в Європі) — це препарат, який допомагає знизити рівень сечової кислоти в крові.
Препарат є стерильним, ліофілізованим порошоком майже білого кольору, призначений для внутрішньовенного введення після відновлення з розріджувачем.
Расбуриказа являє собою тетрамерний білок з однаковими субодиницями. Кожна субодиниця складається з єдиного поліпептидного ланцюга 301 амінокислоти з молекулярною масою приблизно 34 кДа.
Расбуриказа отримується за допомогою генетично модифікованого штама Saccharomyces cerevisiae.

## Клінічне застосування
Високий рівень сечової кислоти в крові може спостерігатися в результаті прийому певних препаратів для лікування онкологічних захворювань. Занадто великий вміст сечової кислоти може призводити до нападів подагри або утворення ниркових каменів. Введення расбурікази може призначатися пацієнтам, у яких в результаті протипухлинної терапії розвивається синдром лізису пухлини (TLS). Терапію із застосуванням цього лікарського препарату можна проходити лише в клініці чи лікарні. Відпускається тільки за рецептом.
Расбуріказа помітно ефективніше контролює концентрацію сечової кислоти в порівнянні з алопуринолом як відразу після першого застосування, так і протягом усього періоду лікування.
Расбуріказа набагато дорожче звичайної терапії. Як правило, призначається прийом препарату один раз в день.

## Механізм дії
У людини сечова кислота є завершальним етапом катаболічного шляху пуринів. Расбуриказа це рекомбінантна версія уратоксидази, ферменту, який метаболізу є погано розчинну сечову кислоту в неактивний і більш розчинний метаболіт алантоїн. Побічні продукти хімічної реакції діоксид вуглецю і пероксид водню.

## Фармакологія

### Фармакодинаміка
Після введення 0,15 або 0,20 мг / кг расбурикази щодня протягом 5 днів рівень сечової кислоти в плазмі крові знижувався протягом 4 годин і підтримувався на нижчому рівні у 98 % дорослих та 90 % пацієнтів педіатрії протягом принаймні 7 днів.

### Фармакокінетика
Середній термін напіввиведення був подібний між педіатричними та дорослими пацієнтами і становив від 15,7 до 22,5 годин. Середній об'єм розподілу расбурикази коливався від 110 до 127 мл / кг у педіатричних пацієнтів і від 75,8 до 138 мл / кг у дорослих пацієнтів відповідно. Мінімальне накопичення расбурикази (<1,3 рази) спостерігалося між 1 та 5 днями дозування. У дорослих, вік, стать, вихідні печінкові ферменти не впливали на фармакокінетику расбурикази.

## Побічні ефекти
Перераховані побічні ефекти спостерігаються не у всіх пацієнтів, яким призначено расбуріказа.
- Нудота і блювання
- Біль в області живота
- Закреп
- Висипання на шкірі
- Діарея
- Головний біль
- Жар
- Біль у горлі
- Виразки в ротовій порожнині
- Аномалія еритроцитів (гемоліз): до симптомів цього серйозного захворювання крові відносяться синій або сірий колір губ, нігтів або шкіри, аритмія, судоми, запаморочення, втрата свідомості або підвищена стомлюваність. Цей побічний ефект проявляється рідко, але загрожує життю пацієнта.

Перед початком курсу терапії із застосуванням расбурікази пацієнта можуть перевірити на низький рівень ферменту під назвою Г6ФДГ. Дефіцит Г6ФДГ може призводити до розпаду еритроцитів при прийомі певних лікарських препаратів. Расбуріказа протипоказана пацієнтам з дефіцитом Г6ФДГ.